# II Copa Brasil
La II Copa Brasil (in italiano II Coppa Brasile) è stata la 6ª edizione del massimo campionato brasiliano di calcio.

## Formula
Primo turno: 54 squadre divise in 6 gruppi di 9 squadre ciascuno, formati su base geografica. Ogni squadra affronta una volta tutte le componenti del proprio gruppo.
Secondo turno: 4 gruppi di 6 squadre ciascuno e 6 gruppi di 5 squadre.
I gruppi da 6 squadre sono formati dalle 4 migliori di ogni raggruppamento della fase precedente, che affrontano una volta tutte le componenti del proprio girone; si qualificano al terzo turno le migliori 3 di ogni raggruppamento.
Negli altri 6 gruppi ogni squadra affronta una volta le altre componenti del proprio girone e si qualifica al terzo turno la migliore di ogni raggruppamento.
Terzo turno: 2 gruppi di 9 squadre ciascuno. Ogni squadra affronta una volta le altre componenti del proprio gruppo e si qualificano alla fase finale la migliori 2 di ogni raggruppamento.
Semifinali e finale: gare in partita unica a eliminazione diretta. Gioca in casa la squadra meglio classificata dopo i turni precedenti, in caso di parità sono previsti i tempi supplementari e, nel caso del perdurare del risultato di pareggio, i tiri di rigore.

### Punteggio
Fino al terzo turno le classifiche vengono stilate assegnando 2 punti per la vittoria, 1 per il pareggio e 0 per le sconfitta. Un punto aggiuntivo viene assegnato alla squadra che vince la partita con 2 o più gol di scarto.

## Partecipanti
| Squadra             | Città            | Stato               |
| ------------------- | ---------------- | ------------------- |
| ABC                 | Natal            | Rio Grande do Norte |
| América-RN          | Natal            | Rio Grande do Norte |
| América-MG          | Belo Horizonte   | Minas Gerais        |
| America-RJ          | Rio de Janeiro   | Rio de Janeiro      |
| Americano           | Campos           | Rio de Janeiro      |
| Atlético Mineiro    | Belo Horizonte   | Minas Gerais        |
| Athl. Paranaense    | Curitiba         | Paraná              |
| Avaí                | Florianópolis    | Santa Catarina      |
| Bahia               | Salvador         | Bahia               |
| Botafogo            | Rio de Janeiro   | Rio de Janeiro      |
| Botafogo-PB         | João Pessoa      | Paraíba             |
| Botafogo-SP         | Ribeirão Preto   | San Paolo           |
| Caxias              | Caxias do Sul    | Rio Grande do Sul   |
| Ceará               | Fortaleza        | Ceará               |
| Confiança           | Aracaju          | Sergipe             |
| Corinthians         | San Paolo        | San Paolo           |
| Coritiba            | Curitiba         | Paraná              |
| CRB                 | Maceió           | Alagoas             |
| Cruzeiro            | Belo Horizonte   | Minas Gerais        |
| CSA                 | Maceió           | Alagoas             |
| Desportiva          | Cariacica        | Espírito Santo      |
| Figueirense         | Florianópolis    | Santa Catarina      |
| Flamengo            | Rio de Janeiro   | Rio de Janeiro      |
| Flamengo-PI         | Teresina         | Piauí               |
| Fluminense          | Rio de Janeiro   | Rio de Janeiro      |
| Fluminense de Feira | Feira de Santana | Bahia               |
| Fortaleza           | Fortaleza        | Ceará               |
| Goiânia             | Goiânia          | Goiás               |
| Goiás               | Goiânia          | Goiás               |
| Grêmio              | Porto Alegre     | Rio Grande do Sul   |
| Guarani             | Campinas         | San Paolo           |
| Internacional       | Porto Alegre     | Rio Grande do Sul   |
| Londrina            | Londrina         | Paraná              |
| Mixto               | Cuiabá           | Mato Grosso         |
| Nacional-AM         | Manaus           | Amazonas            |
| Náutico             | Recife           | Pernambuco          |
| Operário-MS         | Campo Grande     | Mato Grosso         |
| Palmeiras           | San Paolo        | San Paolo           |
| Paysandu            | Belém            | Pará                |
| Ponte Preta         | Campinas         | San Paolo           |
| Portuguesa          | San Paolo        | San Paolo           |
| Remo                | Belém            | Pará                |
| Rio Branco-ES       | Cariacica        | Espírito Santo      |
| Rio Negro           | Manaus           | Amazonas            |
| Sampaio Corrêa      | São Luís         | Maranhão            |
| San Paolo           | San Paolo        | San Paolo           |
| Santa Cruz          | Recife           | Pernambuco          |
| Santos              | Santos           | San Paolo           |
| Sport Recife        | Recife           | Pernambuco          |
| Treze               | Campina Grande   | Paraíba             |
| Uberaba             | Uberaba          | Minas Gerais        |
| Vasco da Gama       | Rio de Janeiro   | Rio de Janeiro      |
| Vitória             | Salvador         | Bahia               |
| Volta Redonda       | Volta Redonda    | Rio de Janeiro      |

## Primo turno

### Gruppo A

#### Risultati
| Casa/Trasferta | AVA | CAX | DES | FIG | GRÊ | INT | PAL | RB-ES | SAN |
| -------------- | --- | --- | --- | --- | --- | --- | --- | ----- | --- |
| Avaí           |     |     |     |     | 0-3 | 0-4 | 0-1 | 2-1   |     |
| Caxias         | 1-0 |     | 2-0 |     |     | 2-1 | 0-0 |       |     |
| Desportiva     | 0-3 |     |     | 1-0 |     | 1-4 | 0-1 | 2-1   |     |
| Figueirense    | 1-0 | 1-0 |     |     | 0-2 |     |     |       | 1-4 |
| Grêmio         |     | 1-0 | 3-1 |     |     |     |     |       | 0-0 |
| Internacional  |     |     |     | 6-0 | 3-1 |     | 1-0 | 3-0   |     |
| Palmeiras      |     |     |     | 4-0 | 0-0 |     |     | 1-0   | 0-1 |
| Rio Branco-ES  |     | 0-2 |     | 0-0 | 1-4 |     |     |       | 0-1 |
| Santos         | 0-0 | 2-1 | 0-0 |     |     | 1-3 |     |       |     |

#### Classifica
| Pos. | Squadra       | Pt | G | V     | N | P | GF | GS | DR  |
| ---- | ------------- | -- | - | ----- | - | - | -- | -- | --- |
| 1    | Internacional | 20 | 8 | 7 (6) | 0 | 1 | 25 | 2  | +20 |
| 2    | Grêmio        | 16 | 8 | 5 (4) | 2 | 1 | 14 | 5  | +9  |
| 3    | Santos        | 12 | 8 | 4 (1) | 3 | 1 | 9  | 5  | +4  |
| 4    | Palmeiras     | 11 | 8 | 4 (1) | 2 | 2 | 7  | 2  | +5  |
| 5    | Caxias        | 11 | 8 | 4 (2) | 1 | 3 | 8  | 5  | +3  |
| 6    | Avaí          | 6  | 8 | 2 (1) | 1 | 5 | 5  | 11 | -6  |
| 7    | Desportiva    | 5  | 8 | 2 (0) | 1 | 5 | 5  | 14 | -9  |
| 8    | Figueirense   | 5  | 8 | 2 (0) | 1 | 5 | 3  | 17 | -14 |
| 9    | Rio Branco-ES | 1  | 8 | 0 (0) | 1 | 7 | 3  | 15 | -12 |

#### Verdetti
- Internacional, Grêmio, Santos e Plameiras qualificati al secondo turno come migliori 4 del gruppo A.
- Caxias, Avaí, Desportiva, Figueirense e Rio Branco-ES qualificati ai ripescaggi del secondo turno.

### Gruppo B

#### Risultati
| Casa/Trasferta | AT-PR | BO-SP | CON | COR | CRU | LON | POR | SPA | UBE |
| -------------- | ----- | ----- | --- | --- | --- | --- | --- | --- | --- |
| Atlético-PR    |       |       | 1-0 |     | 1-1 |     | 0-0 |     |     |
| Botafogo-SP    | 1-0   |       | 3-0 | 1-1 |     |     |     | 2-0 |     |
| Confiança      |       |       |     | 1-1 |     | 1-0 | 2-1 | 1-1 | 1-1 |
| Coritiba       | 2-1   |       |     |     |     | 1-0 |     | 0-2 | 1-0 |
| Cruzeiro       |       | 0-0   | 2-0 | 2-1 |     |     | 2-1 |     |     |
| Londrina       | 0-3   | 1-0   |     |     | 1-1 |     |     | 0-0 |     |
| Portuguesa     |       | 3-1   |     | 0-2 |     | 1-1 |     |     |     |
| San Paolo      | 0-2   |       |     |     | 1-0 |     | 0-0 |     | 4-0 |
| Uberaba        | 0-0   | 0-0   |     |     | 1-1 | 1-2 | 1-0 |     |     |

#### Classifica
| Pos. | Squadra          | Pt | G | V     | N | P | GF | GS | DR |
| ---- | ---------------- | -- | - | ----- | - | - | -- | -- | -- |
| 1    | Botafogo-SP      | 12 | 8 | 4 (2) | 2 | 2 | 9  | 5  | +4 |
| 2    | Coritiba         | 11 | 8 | 4 (1) | 2 | 2 | 9  | 7  | +2 |
| 3    | Athl. Paranaense | 11 | 8 | 3 (2) | 3 | 2 | 8  | 4  | +4 |
| 4    | San Paolo        | 11 | 8 | 3 (2) | 3 | 2 | 8  | 5  | +3 |
| 5    | Cruzeiro         | 11 | 8 | 3 (1) | 4 | 1 | 9  | 6  | +3 |
| 6    | Londrina         | 7  | 8 | 2 (0) | 3 | 3 | 5  | 8  | -3 |
| 7    | Confiança        | 7  | 8 | 2 (0) | 3 | 3 | 6  | 10 | -4 |
| 8    | Portuguesa       | 6  | 8 | 1 (1) | 3 | 4 | 6  | 9  | -3 |
| 9    | Uberaba          | 5  | 8 | 1 (0) | 3 | 4 | 4  | 10 | -6 |

#### Verdetti
- Botafogo-SP, Coritiba, Atlético Paranaense e San Paolo qualificati al secondo turno come migliori 4 del gruppo B.
- Cruzeiro, Londrina, Confiança, Portuguesa e Uberaba qualificati ai ripescaggi del secondo turno.

### Gruppo C

#### Risultati
| Casa/Trasferta | CEA | COR | FOR | GUA | NA-AM | PAY | POP | REM | RNE |
| -------------- | --- | --- | --- | --- | ----- | --- | --- | --- | --- |
| Ceará          |     | 0-2 | 0-1 | 0-0 | 1-1   | 0-1 |     |     |     |
| Corinthians    |     |     | 2-1 | 0-0 | 2-0   |     |     | 3-0 |     |
| Fortaleza      |     |     |     |     |       |     | 3-1 | 1-0 | 0-0 |
| Guarani        |     |     | 1-1 |     | 1-1   | 2-0 | 0-0 |     |     |
| Nacional-AM    |     |     | 0-0 |     |       |     | 1-0 | 1-0 | 2-1 |
| Paysandu       |     | 0-0 | 1-5 |     | 3-0   |     | 0-0 |     |     |
| Ponte Preta    | 2-0 | 1-1 |     |     |       |     |     | 1-1 | 1-1 |
| Remo           | 2-0 |     |     | 0-0 |       | 5-2 |     |     | 2-0 |
| Rio Negro      | 1-1 | 1-2 |     | 0-3 |       | 2-0 |     |     |     |

#### Classifica
| Pos. | Squadra     | Pt | G | V     | N | P | GF | GS | DR |
| ---- | ----------- | -- | - | ----- | - | - | -- | -- | -- |
| 1    | Corinthians | 16 | 8 | 5 (3) | 3 | 0 | 12 | 3  | +9 |
| 2    | Fortaleza   | 13 | 8 | 4 (2) | 3 | 1 | 12 | 5  | +7 |
| 3    | Guarani     | 12 | 8 | 2 (2) | 6 | 0 | 7  | 2  | +5 |
| 4    | Remo        | 11 | 8 | 3 (3) | 2 | 3 | 10 | 8  | +2 |
| 5    | Nacional-AM | 9  | 8 | 3 (0) | 3 | 2 | 6  | 8  | -2 |
| 6    | Ponte Preta | 8  | 8 | 1 (1) | 5 | 2 | 6  | 7  | -1 |
| 7    | Paysandu    | 7  | 8 | 2 (1) | 2 | 4 | 7  | 14 | -7 |
| 8    | Rio Negro   | 6  | 8 | 1 (1) | 3 | 4 | 6  | 11 | -5 |
| 9    | Ceará       | 5  | 8 | 0 (0) | 3 | 5 | 2  | 10 | -8 |

#### Verdetti
- Corinthians, Fortaleza, Guarani e Remo qualificati al secondo turno come migliori 4 del gruppo C.
- Nacional-AM, Ponte Preta, Paysandu, Rio Negro e Ceará qualificati ai ripescaggi del secondo turno.

### Gruppo D

#### Risultati
| Casa/Trasferta | AM-MG | AM-RJ | AME | AT-MG | GON | GOS | MIX | OP-MS | VAS |
| -------------- | ----- | ----- | --- | ----- | --- | --- | --- | ----- | --- |
| América-MG     |       | 0-0   | 0-1 |       | 6-0 |     |     |       |     |
| América-RJ     |       |       |     | 2-1   | 3-0 |     | 1-0 |       |     |
| Americano      |       | 0-0   |     | 1-3   |     | 1-2 | 3-2 |       | 2-3 |
| Atlético-MG    | 1-0   |       |     |       |     | 2-1 | 3-1 |       | 3-0 |
| Goiânia        |       |       | 0-0 | 1-1   |     |     |     |       | 2-4 |
| Goiás          | 2-1   | 1-0   |     |       | 3-0 |     |     | 1-1   |     |
| Mixto          | 3-0   |       |     |       | 1-2 | 1-1 |     | 1-1   | 1-0 |
| Operário-MS    | 1-1   | 1-1   | 0-0 | 1-1   | 5-3 |     |     |       |     |
| Vasco da Gama  | 1-0   | 0-2   |     |       |     | 1-0 |     | 0-1   |     |

#### Classifica
| Pos. | Squadra          | Pt | G | V     | N | P | GF | GS | DR  |
| ---- | ---------------- | -- | - | ----- | - | - | -- | -- | --- |
| 1    | Atlético Mineiro | 15 | 8 | 5 (3) | 2 | 1 | 15 | 7  | +8  |
| 2    | America-RJ       | 13 | 8 | 4 (2) | 3 | 1 | 9  | 4  | +5  |
| 3    | Goiás            | 11 | 8 | 4 (1) | 2 | 2 | 11 | 7  | +4  |
| 4    | Operário-MS      | 11 | 8 | 2 (1) | 6 | 0 | 11 | 8  | +3  |
| 5    | Vasco da Gama    | 9  | 8 | 4 (1) | 0 | 4 | 9  | 11 | -2  |
| 6    | Mixto            | 7  | 8 | 2 (1) | 2 | 4 | 10 | 11 | -1  |
| 7    | Americano        | 7  | 8 | 2 (0) | 3 | 3 | 8  | 10 | -2  |
| 8    | América-MG       | 5  | 8 | 1 (1) | 2 | 5 | 8  | 9  | -1  |
| 9    | Goiânia          | 4  | 8 | 1 (0) | 2 | 5 | 9  | 23 | -14 |

#### Verdetti
- Atlético Mineiro, América-RJ, Goiás e Operário-MS qualificati al secondo turno come migliori 4 del gruppo D.
- Vasco da Gama, Mixto, Americano, América Mineiro e Goiânia qualificati ai ripescaggi del secondo turno.

### Gruppo E

#### Risultati
| Casa/Trasferta | BAH | BOT | BOP | CRB | CSA | FLU | FLF | TRE | VIT |
| -------------- | --- | --- | --- | --- | --- | --- | --- | --- | --- |
| Bahia          |     |     |     | 3-0 |     | 0-0 |     | 3-0 | 0-0 |
| Botafogo       | 0-0 |     |     | 2-1 |     | 2-0 | 4-1 |     |     |
| Botafogo-PB    | 1-2 | 0-0 |     |     | 1-1 |     |     | 2-0 | 1-0 |
| CRB            |     |     | 0-0 |     | 2-1 | 0-4 |     |     | 0-2 |
| CSA            | 1-1 | 2-1 |     |     |     |     |     | 3-2 |     |
| Fluminense     |     |     | 3-0 |     | 1-1 |     |     |     | 0-1 |
| Fluminense-BA  | 0-2 |     | 0-1 | 2-0 | 0-0 | 2-3 |     |     |     |
| Treze          |     | 2-4 |     | 0-2 |     | 0-2 | 2-1 |     | 0-2 |
| Vitória        |     | 1-1 |     |     | 3-1 |     | 2-0 |     |     |

#### Classifica
| Pos. | Squadra             | Pt | G | V     | N | P | GF | GS | DR  |
| ---- | ------------------- | -- | - | ----- | - | - | -- | -- | --- |
| 1    | Vitória             | 16 | 8 | 5 (4) | 2 | 1 | 11 | 3  | +8  |
| 2    | Bahia               | 15 | 8 | 4 (3) | 4 | 0 | 11 | 2  | +9  |
| 3    | Botafogo            | 14 | 8 | 4 (3) | 3 | 1 | 14 | 7  | +7  |
| 4    | Fluminense          | 13 | 8 | 4 (3) | 2 | 2 | 13 | 6  | +7  |
| 5    | Botafogo-PB         | 10 | 8 | 3 (1) | 3 | 2 | 6  | 6  | 0   |
| 6    | CSA                 | 8  | 8 | 2 (0) | 4 | 2 | 10 | 11 | -1  |
| 7    | CRB                 | 6  | 8 | 2 (1) | 1 | 5 | 5  | 14 | -9  |
| 8    | Fluminense de Feira | 4  | 8 | 1 (1) | 1 | 6 | 6  | 14 | -8  |
| 9    | Treze               | 2  | 8 | 1 (0) | 0 | 7 | 6  | 19 | -13 |

#### Verdetti
- Vitória, Bahia, Botafogo e Fluminense qualificati al secondo turno come migliori 4 del gruppo E.
- Botafogo-PB, CSA, CRB, Flumnense de Feira e Treze qualificati ai ripescaggi del secondo turno.

### Gruppo F

#### Risultati
| Casa/Trasferta | ABC | AM-RN | FLA | FL-PI | NÁU | SAM | SCR | SPO | VOL |
| -------------- | --- | ----- | --- | ----- | --- | --- | --- | --- | --- |
| ABC            |     |       |     |       | 1-1 | 1-1 | 2-4 |     |     |
| América-RN     | 3-1 |       | 0-0 | 1-2   | 1-0 |     | 0-0 |     |     |
| Flamengo       | 2-0 |       |     |       |     | 8-1 |     | 3-0 | 4-0 |
| Flamengo-PI    | 0-0 |       | 2-3 |       |     |     | 0-0 | 1-2 | 2-2 |
| Náutico        |     |       | 0-3 | 3-0   |     |     |     |     |     |
| Sampaio Corrêa |     | 0-0   |     | 0-0   | 2-3 |     | 0-2 | 0-3 |     |
| Santa Cruz     |     |       | 2-1 |       | 2-1 |     |     |     | 2-0 |
| Sport          | 1-0 | 0-0   |     |       | 1-0 |     | 1-0 |     |     |
| Volta Redonda  | 0-0 | 1-1   |     |       | 0-0 | 5-1 |     | 1-0 |     |

#### Classifica
| Pos. | Squadra        | Pt | G | V     | N | P | GF | GS | DR  |
| ---- | -------------- | -- | - | ----- | - | - | -- | -- | --- |
| 1    | Flamengo       | 18 | 8 | 6 (5) | 1 | 1 | 24 | 5  | +19 |
| 2    | Santa Cruz     | 15 | 8 | 5 (3) | 2 | 1 | 12 | 5  | +7  |
| 3    | Sport Recife   | 12 | 8 | 5 (1) | 1 | 2 | 8  | 5  | +3  |
| 4    | América-RN     | 10 | 8 | 2 (1) | 5 | 1 | 6  | 4  | +2  |
| 5    | Volta Redonda  | 9  | 8 | 2 (1) | 4 | 2 | 9  | 10 | -1  |
| 6    | Náutico        | 7  | 8 | 2 (1) | 2 | 4 | 8  | 10 | -2  |
| 7    | Flamengo-PI    | 6  | 8 | 1 (0) | 4 | 3 | 7  | 11 | -4  |
| 8    | ABC            | 4  | 8 | 0 (0) | 4 | 4 | 5  | 12 | -7  |
| 9    | Sampaio Corrêa | 3  | 8 | 0 (0) | 3 | 5 | 5  | 22 | -17 |

#### Verdetti
- Flamengo, Santa Cruz, Sport e América de Natal qualificati al secondo turno come migliori 4 del gruppo F.
- Volta Redonda, Náutico, Flamengo-PI, ABC e Sampaio Corrêa qualificati ai ripescaggi del secondo turno.

## Secondo turno

### Gruppo G

#### Risultati
| 1ª giornata  | 1ª giornata  | 1ª giornata   | 1ª giornata  |
| 10 ott. 1976 | 10 ott. 1976 | 10 ott. 1976  | 10 ott. 1976 |
| ------------ | ------------ | ------------- | ------------ |
| América-RN   | -            | Botafogo-SP   | 1-3          |
| Fluminense   | -            | Internacional | 1-1          |
| Fortaleza    | -            | Goiás         | 1-1          |

| 2ª giornata  | 2ª giornata  | 2ª giornata   | 2ª giornata  |
| 13 ott. 1976 | 13 ott. 1976 | 13 ott. 1976  | 13 ott. 1976 |
| ------------ | ------------ | ------------- | ------------ |
| América-RN   | -            | Fluminense    | 2-1          |
| Fortaleza    | -            | Botafogo-SP   | 1-1          |
| Goiás        | -            | Internacional | 0-3          |

| 3ª giornata       | 3ª giornata       | 3ª giornata       | 3ª giornata       |
| 16 e 17 ott. 1976 | 16 e 17 ott. 1976 | 16 e 17 ott. 1976 | 16 e 17 ott. 1976 |
| ----------------- | ----------------- | ----------------- | ----------------- |
| Fluminense        | -                 | Fortaleza         | 3-1               |
| Botafogo-SP       | -                 | Goiás             | 4-0               |
| Internacional     | -                 | América-RN        | 2-1               |

| 4ª giornata   | 4ª giornata  | 4ª giornata  | 4ª giornata  |
| 20 ott. 1976  | 20 ott. 1976 | 20 ott. 1976 | 20 ott. 1976 |
| ------------- | ------------ | ------------ | ------------ |
| Botafogo-SP   | -            | Fluminense   | 1-1          |
| Goiás         | -            | América-RN   | 0-0          |
| Internacional | -            | Fortaleza    | 2-0          |

| 5ª giornata       | 5ª giornata       | 5ª giornata       | 5ª giornata       |
| 23 e 24 ott. 1976 | 23 e 24 ott. 1976 | 23 e 24 ott. 1976 | 23 e 24 ott. 1976 |
| ----------------- | ----------------- | ----------------- | ----------------- |
| Fluminense        | -                 | Goiás             | 1-1               |
| Fortaleza         | -                 | América-RN        | 2-1               |
| Internacional     | -                 | Botafogo-SP       | 3-0               |

#### Classifica
| Pos. | Squadra       | Pt | G | V     | N | P | GF | GS | DR  |
| ---- | ------------- | -- | - | ----- | - | - | -- | -- | --- |
| 1    | Internacional | 13 | 5 | 4 (4) | 1 | 0 | 11 | 1  | +10 |
| 2    | Botafogo-SP   | 8  | 5 | 2 (2) | 2 | 1 | 9  | 6  | +3  |
| 3    | Fluminense    | 6  | 5 | 1 (1) | 3 | 1 | 7  | 6  | +1  |
| 4    | Fortaleza     | 4  | 5 | 1 (0) | 2 | 2 | 5  | 8  | -3  |
| 5    | América-RN    | 3  | 5 | 1 (0) | 1 | 3 | 4  | 8  | -4  |
| 6    | Goiás         | 3  | 5 | 0 (0) | 3 | 2 | 2  | 9  | -7  |

#### Verdetti
- Internacional, Botafogo-SP e Fluminense qualificati al terzo turno.

### Gruppo H

#### Risultati
| 1ª giornata  | 1ª giornata  | 1ª giornata  | 1ª giornata  |
| 10 ott. 1976 | 10 ott. 1976 | 10 ott. 1976 | 10 ott. 1976 |
| ------------ | ------------ | ------------ | ------------ |
| Coritiba     | -            | Sport        | 1-0          |
| Grêmio       | -            | Corinthians  | 3-0          |
| Operário-MS  | -            | Botafogo     | 2-0          |

| 2ª giornata  | 2ª giornata  | 2ª giornata  | 2ª giornata  |
| 13 ott. 1976 | 13 ott. 1976 | 13 ott. 1976 | 13 ott. 1976 |
| ------------ | ------------ | ------------ | ------------ |
| Botafogo     | -            | Sport        | 1-0          |
| Corinthians  | -            | Coritiba     | 1-0          |
| Grêmio       | -            | Operário-MS  | 1-0          |

| 3ª giornata       | 3ª giornata       | 3ª giornata       | 3ª giornata       |
| 16 e 17 ott. 1976 | 16 e 17 ott. 1976 | 16 e 17 ott. 1976 | 16 e 17 ott. 1976 |
| ----------------- | ----------------- | ----------------- | ----------------- |
| Corinthians       | -                 | Botafogo          | 1-2               |
| Sport             | -                 | Operário-MS       | 0-2               |
| Coritiba          | -                 | Grêmio            | 1-1               |

| 4ª giornata       | 4ª giornata       | 4ª giornata       | 4ª giornata       |
| 20 e 21 ott. 1976 | 20 e 21 ott. 1976 | 20 e 21 ott. 1976 | 20 e 21 ott. 1976 |
| ----------------- | ----------------- | ----------------- | ----------------- |
| Corinthians       | -                 | Operário-MS       | 3-1               |
| Botafogo          | -                 | Coritiba          | 0-2               |
| Grêmio            | -                 | Sport             | 1-0               |

| 5ª giornata  | 5ª giornata  | 5ª giornata  | 5ª giornata  |
| 24 ott. 1976 | 24 ott. 1976 | 24 ott. 1976 | 24 ott. 1976 |
| ------------ | ------------ | ------------ | ------------ |
| Botafogo     | -            | Grêmio       | 0-1          |
| Operário-MS  | -            | Coritiba     | 0-1          |
| Sport        | -            | Corinthians  | 0-1          |

#### Classifica
| Pos. | Squadra      | Pt | G | V     | N | P | GF | GS | DR |
| ---- | ------------ | -- | - | ----- | - | - | -- | -- | -- |
| 1    | Grêmio       | 10 | 5 | 4 (1) | 1 | 0 | 7  | 1  | +6 |
| 2    | Coritiba     | 8  | 5 | 3 (1) | 1 | 1 | 5  | 2  | +3 |
| 3    | Corinthians  | 7  | 5 | 3 (1) | 0 | 2 | 6  | 6  | 0  |
| 4    | Operário-MS  | 6  | 5 | 2 (2) | 0 | 3 | 5  | 5  | 0  |
| 5    | Botafogo     | 4  | 5 | 2 (0) | 0 | 3 | 3  | 6  | -3 |
| 6    | Sport Recife | 0  | 5 | 0 (0) | 0 | 5 | 0  | 6  | -6 |

#### Verdetti
- Grêmio, Coritiba e Corinthians qualificati al terzo turno.

### Gruppo I

#### Risultati
| 1ª giornata          | 1ª giornata          | 1ª giornata          | 1ª giornata          |
| 9, 10 e 27 ott. 1976 | 9, 10 e 27 ott. 1976 | 9, 10 e 27 ott. 1976 | 9, 10 e 27 ott. 1976 |
| -------------------- | -------------------- | -------------------- | -------------------- |
| Bahia                | -                    | Santa Cruz           | 3-0                  |
| Santos               | -                    | Atlético-PR          | 2-1                  |
| Remo                 | -                    | Atlético-MG          | 1-1                  |

| 2ª giornata  | 2ª giornata  | 2ª giornata  | 2ª giornata  |
| 13 ott. 1976 | 13 ott. 1976 | 13 ott. 1976 | 13 ott. 1976 |
| ------------ | ------------ | ------------ | ------------ |
| Bahia        | -            | Atlético-PR  | 1-0          |
| Remo         | -            | Santos       | 1-2          |
| Santa Cruz   | -            | Atlético-MG  | 2-2          |

| 3ª giornata       | 3ª giornata       | 3ª giornata       | 3ª giornata       |
| 16 e 17 ott. 1976 | 16 e 17 ott. 1976 | 16 e 17 ott. 1976 | 16 e 17 ott. 1976 |
| ----------------- | ----------------- | ----------------- | ----------------- |
| Santos            | -                 | Bahia             | 0-0               |
| Atlético-MG       | -                 | Atlético-PR       | 5-0               |
| Santa Cruz        | -                 | Remo              | 2-1               |

| 4ª giornata  | 4ª giornata  | 4ª giornata  | 4ª giornata  |
| 20 ott. 1976 | 20 ott. 1976 | 20 ott. 1976 | 20 ott. 1976 |
| ------------ | ------------ | ------------ | ------------ |
| Atlético-MG  | -            | Bahia        | 2-1          |
| Atlético-PR  | -            | Remo         | 1-1          |
| Santa Cruz   | -            | Santos       | 2-0          |

| 5ª giornata  | 5ª giornata  | 5ª giornata  | 5ª giornata  |
| 24 ott. 1976 | 24 ott. 1976 | 24 ott. 1976 | 24 ott. 1976 |
| ------------ | ------------ | ------------ | ------------ |
| Atlético-MG  | -            | Santos       | 1-1          |
| Atlético-PR  | -            | Santa Cruz   | 1-0          |
| Bahia        | -            | Remo         | 3-1          |

#### Classifica
| Pos. | Squadra          | Pt | G | V     | N | P | GF | GS | DR |
| ---- | ---------------- | -- | - | ----- | - | - | -- | -- | -- |
| 1    | Bahia            | 9  | 5 | 3 (2) | 1 | 1 | 8  | 3  | +5 |
| 2    | Atlético Mineiro | 8  | 5 | 2 (1) | 3 | 0 | 11 | 5  | +6 |
| 3    | Santa Cruz       | 6  | 5 | 2 (1) | 1 | 2 | 6  | 7  | -1 |
| 4    | Santos           | 6  | 5 | 2 (0) | 2 | 1 | 5  | 5  | 0  |
| 5    | Athl. Paranaense | 3  | 5 | 1 (0) | 1 | 3 | 3  | 9  | -6 |
| 6    | Remo             | 2  | 5 | 0 (0) | 2 | 3 | 5  | 9  | -4 |

#### Verdetti
- Bahia, Atlético Mineiro e Santa Cruz qualificati al terzo turno.

### Gruppo J

#### Risultati
| 1ª giornata      | 1ª giornata      | 1ª giornata      | 1ª giornata      |
| 9 e 10 ott. 1976 | 9 e 10 ott. 1976 | 9 e 10 ott. 1976 | 9 e 10 ott. 1976 |
| ---------------- | ---------------- | ---------------- | ---------------- |
| América-RJ       | -                | San Paolo        | 1-3              |
| Guarani          | -                | Palmeiras        | 0-1              |
| Vitória          | -                | Flamengo         | 0-3              |

| 2ª giornata       | 2ª giornata       | 2ª giornata       | 2ª giornata       |
| 13 e 14 ott. 1976 | 13 e 14 ott. 1976 | 13 e 14 ott. 1976 | 13 e 14 ott. 1976 |
| ----------------- | ----------------- | ----------------- | ----------------- |
| América-RJ        | -                 | Vitória           | 3-0               |
| Flamengo          | -                 | Palmeiras         | 0-2               |
| San Paolo         | -                 | Guarani           | 0-1               |

| 3ª giornata  | 3ª giornata  | 3ª giornata  | 3ª giornata  |
| 17 ott. 1976 | 17 ott. 1976 | 17 ott. 1976 | 17 ott. 1976 |
| ------------ | ------------ | ------------ | ------------ |
| Flamengo     | -            | América-RJ   | 1-0          |
| San Paolo    | -            | Palmeiras    | 1-2          |
| Vitória      | -            | Guarani      | 0-4          |

| 4ª giornata       | 4ª giornata       | 4ª giornata       | 4ª giornata       |
| 20 e 21 ott. 1976 | 20 e 21 ott. 1976 | 20 e 21 ott. 1976 | 20 e 21 ott. 1976 |
| ----------------- | ----------------- | ----------------- | ----------------- |
| Flamengo          | -                 | Guarani           | 4-0               |
| Vitória           | -                 | San Paolo         | 2-4               |
| Palmeiras         | -                 | América-RJ        | 0-0               |

| 5ª giornata  | 5ª giornata  | 5ª giornata  | 5ª giornata  |
| 24 ott. 1976 | 24 ott. 1976 | 24 ott. 1976 | 24 ott. 1976 |
| ------------ | ------------ | ------------ | ------------ |
| Guarani      | -            | América-RJ   | 6-1          |
| Palmeiras    | -            | Vitória      | 2-0          |
| San Paolo    | -            | Flamengo     | 1-2          |

#### Classifica
| Pos. | Squadra    | Pt | G | V     | N | P | GF | GS | DR  |
| ---- | ---------- | -- | - | ----- | - | - | -- | -- | --- |
| 1    | Palmeiras  | 11 | 5 | 4 (2) | 1 | 0 | 7  | 1  | +6  |
| 2    | Flamengo   | 10 | 5 | 4 (2) | 0 | 1 | 10 | 3  | +7  |
| 3    | Guarani    | 8  | 5 | 3 (2) | 0 | 2 | 11 | 6  | +5  |
| 4    | America-RJ | 5  | 5 | 1 (1) | 2 | 2 | 5  | 8  | -3  |
| 5    | San Paolo  | 4  | 5 | 1 (0) | 1 | 3 | 7  | 8  | -1  |
| 6    | Vitória    | 0  | 5 | 0 (0) | 0 | 5 | 2  | 16 | -14 |

#### Verdetti
- Palmeiras, Flamengo e Guarani qualificati al terzo turno.

### Gruppo K

#### Risultati
| 1ª giornata  | 1ª giornata  | 1ª giornata   | 1ª giornata  |
| 10 ott. 1976 | 10 ott. 1976 | 10 ott. 1976  | 10 ott. 1976 |
| ------------ | ------------ | ------------- | ------------ |
| Caxias       | -            | Rio Branco-ES | 0-0          |
| Figueirense  | -            | Desportiva    | 3-1          |
| Riposa: Avaí |              |               |              |

| 2ª giornata         | 2ª giornata       | 2ª giornata       | 2ª giornata       |
| 13 e 14 ott. 1976   | 13 e 14 ott. 1976 | 13 e 14 ott. 1976 | 13 e 14 ott. 1976 |
| ------------------- | ----------------- | ----------------- | ----------------- |
| Desportiva          | -                 | Caxias            | 0-0               |
| Rio Branco-ES       | -                 | Avaí              | 0-0               |
| Riposa: Figueirense |                   |                   |                   |

| 3ª giornata    | 3ª giornata  | 3ª giornata  | 3ª giornata  |
| 17 ott. 1976   | 17 ott. 1976 | 17 ott. 1976 | 17 ott. 1976 |
| -------------- | ------------ | ------------ | ------------ |
| Avaí           | -            | Figueirense  | 1-0          |
| Rio Branco-ES  | -            | Desportiva   | 1-0          |
| Riposa: Caxias |              |              |              |

| 4ª giornata        | 4ª giornata       | 4ª giornata       | 4ª giornata       |
| 20 e 21 ott. 1976  | 20 e 21 ott. 1976 | 20 e 21 ott. 1976 | 20 e 21 ott. 1976 |
| ------------------ | ----------------- | ----------------- | ----------------- |
| Figueirense        | -                 | Rio Branco-ES     | 0-1               |
| Avaí               | -                 | Caxias            | 0-0               |
| Riposa: Desportiva |                   |                   |                   |

| 5ª giornata    | 5ª giornata  | 5ª giornata  | 5ª giornata  |
| 24 ott. 1976   | 24 ott. 1976 | 24 ott. 1976 | 24 ott. 1976 |
| -------------- | ------------ | ------------ | ------------ |
| Avaí           | -            | Desportiva   | 1-0          |
| Caxias         | -            | Figueirense  | 5-1          |
| Riposa: Caxias |              |              |              |

#### Classifica
| Pos. | Squadra       | Pt | G | V     | N | P | GF | GS | DR |
| ---- | ------------- | -- | - | ----- | - | - | -- | -- | -- |
| 1    | Caxias        | 6  | 4 | 1 (1) | 3 | 0 | 5  | 1  | +4 |
| 2    | Avaí          | 6  | 4 | 2 (0) | 2 | 0 | 2  | 0  | +2 |
| 3    | Rio Branco-ES | 6  | 4 | 2 (0) | 2 | 0 | 2  | 0  | +2 |
| 4    | Figueirense   | 3  | 4 | 1 (1) | 0 | 3 | 4  | 8  | -4 |
| 5    | Desportiva    | 1  | 4 | 0 (0) | 1 | 3 | 1  | 5  | -4 |

#### Verdetti
- Caxias qualificato al terzo turno.

### Gruppo L

#### Risultati
| 1ª giornata       | 1ª giornata      | 1ª giornata      | 1ª giornata      |
| 9 e 27 ott. 1976  | 9 e 27 ott. 1976 | 9 e 27 ott. 1976 | 9 e 27 ott. 1976 |
| ----------------- | ---------------- | ---------------- | ---------------- |
| Portuguesa        | -                | Uberaba          | 1-0              |
| Cruzeiro          | -                | Londrina         | 1-0              |
| Riposa: Confiança |                  |                  |                  |

| 2ª giornata      | 2ª giornata | 2ª giornata | 2ª giornata |
| 13 1976          | 13 1976     | 13 1976     | 13 1976     |
| ---------------- | ----------- | ----------- | ----------- |
| Londrina         | -           | Uberaba     | 1-2         |
| Portuguesa       | -           | Confiança   | 4-0         |
| Riposa: Cruzeiro |             |             |             |

| 3ª giornata        | 3ª giornata       | 3ª giornata       | 3ª giornata       |
| 16 e 17 ott. 1976  | 16 e 17 ott. 1976 | 16 e 17 ott. 1976 | 16 e 17 ott. 1976 |
| ------------------ | ----------------- | ----------------- | ----------------- |
| Cruzeiro           | -                 | Uberaba           | 1-0               |
| Londrina           | -                 | Confiança         | 1-2               |
| Riposa: Portuguesa |                   |                   |                   |

| 4ª giornata       | 4ª giornata       | 4ª giornata       | 4ª giornata       |
| 20 e 21 ott. 1976 | 20 e 21 ott. 1976 | 20 e 21 ott. 1976 | 20 e 21 ott. 1976 |
| ----------------- | ----------------- | ----------------- | ----------------- |
| Uberaba           | -                 | Confiança         | 1-0               |
| Portuguesa        | -                 | Cruzeiro          | 1-1               |
| Riposa: Londrina  |                   |                   |                   |

| 5ª giornata     | 5ª giornata  | 5ª giornata  | 5ª giornata  |
| 24 ott. 1976    | 24 ott. 1976 | 24 ott. 1976 | 24 ott. 1976 |
| --------------- | ------------ | ------------ | ------------ |
| Confiança       | -            | Cruzeiro     | 0-3          |
| Londrina        | -            | Portuguesa   | 1-3          |
| Riposa: Uberaba |              |              |              |

#### Classifica
| Pos. | Squadra    | Pt | G | V     | N | P | GF | GS | DR |
| ---- | ---------- | -- | - | ----- | - | - | -- | -- | -- |
| 1    | Portuguesa | 9  | 4 | 3 (2) | 1 | 0 | 9  | 2  | +7 |
| 2    | Cruzeiro   | 8  | 4 | 3 (1) | 1 | 0 | 6  | 1  | +5 |
| 3    | Uberaba    | 4  | 4 | 2 (0) | 0 | 2 | 3  | 3  | 0  |
| 4    | Confiança  | 2  | 4 | 1 (0) | 0 | 3 | 2  | 9  | -7 |
| 5    | Londrina   | 0  | 4 | 0 (0) | 0 | 4 | 3  | 8  | -5 |

#### Verdetti
- Portuguesa qualificata al terzo turno.

### Gruppo M

#### Risultati
| 1ª giornata       | 1ª giornata      | 1ª giornata      | 1ª giornata      |
| 9 e 10 ott. 1976  | 9 e 10 ott. 1976 | 9 e 10 ott. 1976 | 9 e 10 ott. 1976 |
| ----------------- | ---------------- | ---------------- | ---------------- |
| Ponte Preta       | -                | Paysandu         | 3-0              |
| Nacional-AM       | -                | Ceará            | 1-1              |
| Riposa: Rio Negro |                  |                  |                  |

| 2ª giornata       | 2ª giornata       | 2ª giornata       | 2ª giornata       |
| 13 e 14 ott. 1976 | 13 e 14 ott. 1976 | 13 e 14 ott. 1976 | 13 e 14 ott. 1976 |
| ----------------- | ----------------- | ----------------- | ----------------- |
| Ponte Preta       | -                 | Nacional-AM       | 5-0               |
| Paysandu          | -                 | Rio Negro         | 2-0               |
| Riposa: Ceará     |                   |                   |                   |

| 3ª giornata      | 3ª giornata  | 3ª giornata  | 3ª giornata  |
| 17 ott. 1976     | 17 ott. 1976 | 17 ott. 1976 | 17 ott. 1976 |
| ---------------- | ------------ | ------------ | ------------ |
| Ceará            | -            | Ponte Preta  | 2-1          |
| Rio Negro        | -            | Nacional-AM  | 1-0          |
| Riposa: Paysandu |              |              |              |

| 4ª giornata         | 4ª giornata  | 4ª giornata  | 4ª giornata  |
| 20 ott. 1976        | 20 ott. 1976 | 20 ott. 1976 | 20 ott. 1976 |
| ------------------- | ------------ | ------------ | ------------ |
| Paysandu            | -            | Ceará        | 1-0          |
| Rio Negro           | -            | Ponte Preta  | 1-1          |
| Riposa: Nacional-AM |              |              |              |

| 5ª giornata         | 5ª giornata  | 5ª giornata  | 5ª giornata  |
| 23 ott. 1976        | 23 ott. 1976 | 23 ott. 1976 | 23 ott. 1976 |
| ------------------- | ------------ | ------------ | ------------ |
| Ceará               | -            | Rio Negro    | 0-0          |
| Nacional-AM         | -            | Paysandu     | 2-2          |
| Riposa: Ponte Preta |              |              |              |

#### Classifica
| Pos. | Squadra     | Pt | G | V     | N | P | GF | GS | DR |
| ---- | ----------- | -- | - | ----- | - | - | -- | -- | -- |
| 1    | Ponte Preta | 7  | 4 | 2 (2) | 1 | 1 | 10 | 3  | +7 |
| 2    | Paysandu    | 6  | 4 | 2 (1) | 1 | 1 | 5  | 5  | 0  |
| 3    | Ceará       | 4  | 4 | 1 (0) | 2 | 1 | 3  | 3  | 0  |
| 4    | Rio Negro   | 4  | 4 | 1 (0) | 2 | 1 | 2  | 3  | -1 |
| 5    | Nacional-AM | 2  | 4 | 0 (0) | 2 | 2 | 3  | 9  | -6 |

#### Verdetti
- Ponte Preta qualificato al terzo turno.

### Gruppo N

#### Risultati
| 1ª giornata           | 1ª giornata  | 1ª giornata  | 1ª giornata  |
| 10 ott. 1976          | 10 ott. 1976 | 10 ott. 1976 | 10 ott. 1976 |
| --------------------- | ------------ | ------------ | ------------ |
| Goiânia               | -            | América-MG   | 4-0          |
| Mixto                 | -            | Americano    | 4-1          |
| Riposa: Vasco da Gama |              |              |              |

| 2ª giornata       | 2ª giornata       | 2ª giornata       | 2ª giornata       |
| 13 e 14 ott. 1976 | 13 e 14 ott. 1976 | 13 e 14 ott. 1976 | 13 e 14 ott. 1976 |
| ----------------- | ----------------- | ----------------- | ----------------- |
| América-MG        | -                 | Mixto             | 1-3               |
| Vasco da Gama     | -                 | Goiânia           | 2-2               |
| Riposa: Americano |                   |                   |                   |

| 3ª giornata        | 3ª giornata  | 3ª giornata  | 3ª giornata  |
| 17 ott. 1976       | 17 ott. 1976 | 17 ott. 1976 | 17 ott. 1976 |
| ------------------ | ------------ | ------------ | ------------ |
| Vasco da Gama      | -            | Americano    | 3-1          |
| Goiânia            | -            | Mixto        | 0-1          |
| Riposa: América-MG |              |              |              |

| 4ª giornata   | 4ª giornata  | 4ª giornata   | 4ª giornata  |
| 21 ott. 1976  | 21 ott. 1976 | 21 ott. 1976  | 21 ott. 1976 |
| ------------- | ------------ | ------------- | ------------ |
| América-MG    | -            | Vasco da Gama | 2-3          |
| Americano     | -            | Goiânia       | 5-0          |
| Riposa: Mixto |              |               |              |

| 5ª giornata     | 5ª giornata  | 5ª giornata  | 5ª giornata  |
| 24 ott. 1976    | 24 ott. 1976 | 24 ott. 1976 | 24 ott. 1976 |
| --------------- | ------------ | ------------ | ------------ |
| Americano       | -            | América-MG   | 0-1          |
| Vasco da Gama   | -            | Mixto        | 1-0          |
| Riposa: Goiânia |              |              |              |

#### Classifica
| Pos. | Squadra       | Pt | G | V     | N | P | GF | GS | DR |
| ---- | ------------- | -- | - | ----- | - | - | -- | -- | -- |
| 1    | Vasco da Gama | 8  | 4 | 3 (1) | 1 | 0 | 9  | 5  | +4 |
| 2    | Mixto         | 8  | 4 | 3 (2) | 0 | 1 | 8  | 3  | +5 |
| 3    | Goiânia       | 4  | 4 | 1 (1) | 1 | 2 | 6  | 8  | -2 |
| 4    | Americano     | 3  | 4 | 1 (1) | 0 | 3 | 7  | 8  | -1 |
| 5    | América-MG    | 2  | 4 | 1 (0) | 0 | 3 | 4  | 10 | -6 |

#### Verdetti
- Vasco da Gama qualificato al terzo turno.

### Gruppo O

#### Risultati
| 1ª giornata   | 1ª giornata  | 1ª giornata  | 1ª giornata  |
| 10 ott. 1976  | 10 ott. 1976 | 10 ott. 1976 | 10 ott. 1976 |
| ------------- | ------------ | ------------ | ------------ |
| CSA           | -            | Botafogo-PB  | 3-5          |
| Fluminense-BA | -            | Treze        | 1-0          |
| Riposa: CRB   |              |              |              |

| 2ª giornata         | 2ª giornata  | 2ª giornata   | 2ª giornata  |
| 13 ott. 1976        | 13 ott. 1976 | 13 ott. 1976  | 13 ott. 1976 |
| ------------------- | ------------ | ------------- | ------------ |
| CRB                 | -            | Fluminense-BA | 1-1          |
| Treze               | -            | CSA           | 1-0          |
| Riposa: Botafogo-PB |              |               |              |

| 3ª giornata           | 3ª giornata  | 3ª giornata  | 3ª giornata  |
| 17 ott. 1976          | 17 ott. 1976 | 17 ott. 1976 | 17 ott. 1976 |
| --------------------- | ------------ | ------------ | ------------ |
| CRB                   | -            | CSA          | 1-0          |
| Treze                 | -            | Botafogo-PB  | 2-1          |
| Riposa: Fluminense-BA |              |              |              |

| 4ª giornata  | 4ª giornata  | 4ª giornata   | 4ª giornata  |
| 20 ott. 1976 | 20 ott. 1976 | 20 ott. 1976  | 20 ott. 1976 |
| ------------ | ------------ | ------------- | ------------ |
| Botafogo-PB  | -            | Fluminense-BA | 2-1          |
| CRB          | -            | Treze         | 2-0          |
| Riposa: CSA  |              |               |              |

| 5ª giornata   | 5ª giornata  | 5ª giornata   | 5ª giornata  |
| 24 ott. 1976  | 24 ott. 1976 | 24 ott. 1976  | 24 ott. 1976 |
| ------------- | ------------ | ------------- | ------------ |
| Botafogo-PB   | -            | CRB           | 2-2          |
| CSA           | -            | Fluminense-BA | 1-1          |
| Riposa: Treze |              |               |              |

#### Classifica
| Pos. | Squadra             | Pt | G | V     | N | P | GF | GS | DR |
| ---- | ------------------- | -- | - | ----- | - | - | -- | -- | -- |
| 1    | CRB                 | 7  | 4 | 2 (1) | 2 | 0 | 6  | 3  | +3 |
| 2    | Botafogo-PB         | 6  | 4 | 2 (1) | 1 | 1 | 10 | 8  | +2 |
| 3    | Treze               | 4  | 4 | 2 (0) | 0 | 2 | 3  | 4  | -1 |
| 4    | Fluminense de Feira | 4  | 4 | 1 (0) | 2 | 1 | 4  | 4  | 0  |
| 5    | CSA                 | 1  | 4 | 0 (0) | 1 | 3 | 4  | 8  | -4 |

#### Verdetti
- CRB qualificato al terzo turno.

### Gruppo P

#### Risultati
| 1ª giornata            | 1ª giornata  | 1ª giornata  | 1ª giornata  |
| 10 ott. 1976           | 10 ott. 1976 | 10 ott. 1976 | 10 ott. 1976 |
| ---------------------- | ------------ | ------------ | ------------ |
| Náutico                | -            | ABC          | 2-1          |
| Volta Redonda          | -            | Flamengo-PI  | 0-0          |
| Riposa: Sampaio Corrêa |              |              |              |

| 2ª giornata         | 2ª giornata       | 2ª giornata       | 2ª giornata       |
| 13 e 14 ott. 1976   | 13 e 14 ott. 1976 | 13 e 14 ott. 1976 | 13 e 14 ott. 1976 |
| ------------------- | ----------------- | ----------------- | ----------------- |
| Sampaio Corrêa      | -                 | ABC               | 2-0               |
| Náutico             | -                 | Volta Redonda     | 0-0               |
| Riposa: Flamengo-PI |                   |                   |                   |

| 3ª giornata     | 3ª giornata  | 3ª giornata    | 3ª giornata  |
| 17 ott. 1976    | 17 ott. 1976 | 17 ott. 1976   | 17 ott. 1976 |
| --------------- | ------------ | -------------- | ------------ |
| ABC             | -            | Volta Redonda  | 0-1          |
| Flamengo-PI     | -            | Sampaio Corrêa | 2-0          |
| Riposa: Náutico |              |                |              |

| 4ª giornata    | 4ª giornata  | 4ª giornata   | 4ª giornata  |
| 20 ott. 1976   | 20 ott. 1976 | 20 ott. 1976  | 20 ott. 1976 |
| -------------- | ------------ | ------------- | ------------ |
| Flamengo-PI    | -            | Náutico       | 0-0          |
| Sampaio Corrêa | -            | Volta Redonda | 3-1          |
| Riposa: ABC    |              |               |              |

| 5ª giornata           | 5ª giornata  | 5ª giornata    | 5ª giornata  |
| 23 ott. 1976          | 23 ott. 1976 | 23 ott. 1976   | 23 ott. 1976 |
| --------------------- | ------------ | -------------- | ------------ |
| ABC                   | -            | Flamengo-PI    | 5-1          |
| Náutico               | -            | Sampaio Corrêa | 4-0          |
| Riposa: Volta Redonda |              |                |              |

#### Classifica
| Pos. | Squadra        | Pt | G | V     | N | P | GF | GS | DR |
| ---- | -------------- | -- | - | ----- | - | - | -- | -- | -- |
| 1    | Náutico        | 7  | 4 | 2 (1) | 2 | 0 | 6  | 1  | +5 |
| 2    | Sampaio Corrêa | 6  | 4 | 2 (2) | 0 | 2 | 5  | 7  | -2 |
| 3    | Flamengo-PI    | 5  | 4 | 1 (1) | 2 | 1 | 3  | 5  | -2 |
| 4    | Volta Redonda  | 4  | 4 | 1 (0) | 2 | 1 | 2  | 3  | -1 |
| 5    | ABC            | 3  | 4 | 1 (1) | 0 | 3 | 6  | 6  | 0  |

#### Verdetti
- Náutico qualificato al terzo turno.

## Terzo Turno

### Gruppo Q

#### Risultati
| Casa/Trasferta | BO-SP | CAX | CRN | CRT | INT | PAL | POP | POR | SCR |
| -------------- | ----- | --- | --- | --- | --- | --- | --- | --- | --- |
| Botafogo-SP    |       | 1-0 |     |     | 1-4 | 0-3 |     | 3-0 |     |
| Caxias         |       |     | 1-4 | 3-0 |     |     | 1-0 |     | 1-2 |
| Corinthians    | 2-1   |     |     |     | 2-1 |     | 2-0 | 0-0 |     |
| Coritiba       | 0-1   |     | 1-0 |     | 1-0 |     |     | 2-1 |     |
| Internacional  |       | 2-0 |     |     |     |     | 2-0 | 3-0 | 5-1 |
| Palmeiras      |       | 0-0 | 0-0 | 0-0 | 1-2 |     |     | 2-1 |     |
| Ponte Preta    | 1-0   |     |     | 1-0 |     | 2-1 |     |     | 2-0 |
| Portuguesa     |       | 3-4 |     |     |     |     | 0-1 |     | 2-2 |
| Santa Cruz     | 3-1   |     | 1-2 | 2-4 |     | 3-3 |     |     |     |

#### Classifica
| Pos. | Squadra       | Pt | G | V     | N | P | GF | GS | DR  |
| ---- | ------------- | -- | - | ----- | - | - | -- | -- | --- |
| 1    | Internacional | 17 | 8 | 6 (5) | 0 | 2 | 19 | 6  | +13 |
| 2    | Corinthians   | 14 | 8 | 5 (2) | 2 | 1 | 12 | 5  | +7  |
| 3    | Ponte Preta   | 11 | 8 | 5 (1) | 0 | 3 | 7  | 6  | +1  |
| 4    | Coritiba      | 10 | 8 | 4 (1) | 1 | 3 | 8  | 8  | 0   |
| 5    | Palmeiras     | 9  | 8 | 2 (1) | 4 | 2 | 10 | 8  | +2  |
| 6    | Caxias        | 8  | 8 | 3 (1) | 1 | 4 | 10 | 12 | -2  |
| 7    | Botafogo-SP   | 7  | 8 | 3 (1) | 0 | 5 | 8  | 13 | -5  |
| 8    | Santa Cruz    | 7  | 8 | 2 (1) | 2 | 4 | 14 | 20 | -6  |
| 9    | Portuguesa    | 2  | 8 | 0 (0) | 2 | 6 | 7  | 17 | -10 |

#### Verdetti
- Internacional e Corinthians qualificati alle semifinali.

### Gruppo R

#### Risultati
| Casa/Trasferta | AT-MG | BAH | CRB | FLA | FLU | GRÊ | GUA | NÁU | VAS |
| -------------- | ----- | --- | --- | --- | --- | --- | --- | --- | --- |
| Atlético-MG    |       |     | 4-1 |     | 0-0 | 0-0 |     | 2-0 |     |
| Bahia          | 0-2   |     |     | 2-2 |     | 2-1 |     | 1-1 |     |
| CRB            |       | 2-2 |     | 0-2 |     |     | 2-0 | 1-3 |     |
| Flamengo       | 2-1   |     |     |     |     | 5-1 |     | 2-0 |     |
| Fluminense     |       | 1-0 | 1-0 | 1-0 |     |     | 4-2 |     | 3-0 |
| Grêmio         |       |     | 2-1 |     | 1-2 |     | 1-1 |     | 1-3 |
| Guarani        | 1-0   | 3-0 |     | 1-1 |     |     |     |     | 2-3 |
| Náutico        |       |     |     |     | 3-1 | 0-3 | 0-1 |     | 1-1 |
| Vasco da Gama  | 0-4   | 0-1 | 1-0 | 1-0 |     |     |     |     |     |

#### Classifica
| Pos. | Squadra          | Pt | G | V     | N | P | GF | GS | DR |
| ---- | ---------------- | -- | - | ----- | - | - | -- | -- | -- |
| 1    | Fluminense       | 15 | 8 | 6 (2) | 1 | 1 | 13 | 6  | +7 |
| 2    | Atlético Mineiro | 14 | 8 | 4 (4) | 2 | 2 | 13 | 4  | +9 |
| 3    | Flamengo         | 13 | 8 | 4 (3) | 2 | 2 | 14 | 7  | +7 |
| 4    | Vasco da Gama    | 10 | 8 | 4 (1) | 1 | 3 | 9  | 12 | -3 |
| 5    | Guarani          | 9  | 8 | 3 (1) | 2 | 3 | 11 | 11 | 0  |
| 6    | Náutico          | 8  | 8 | 2 (2) | 2 | 4 | 8  | 12 | -4 |
| 7    | Grêmio           | 7  | 8 | 2 (1) | 2 | 4 | 10 | 14 | -4 |
| 8    | Bahia            | 7  | 8 | 2 (0) | 3 | 3 | 8  | 12 | -4 |
| 9    | CRB              | 4  | 8 | 1 (1) | 1 | 6 | 7  | 15 | -8 |

#### Verdetti
- Fluminense e Atlético Mineiro qualificati alle semifinali.

## Fase finale
|  | Semifinali | Semifinali       | Semifinali  |             |               | Finale        | Finale | Finale |  |
|  |            |                  |             |             |               |               |        |        |  |
|  | Q1         | Internacional    | 2           |             |               |               |        |        |  |
|  | Q1         | Internacional    | 2           |             |               |               |        |        |  |
|  | R2         | Atlético Mineiro | 1           |             |               |               |        |        |  |
|  | R2         | Atlético Mineiro | 1           |             | Internacional | Internacional | 2      |        |  |
|  |            |                  |             |             | Internacional | Internacional | 2      |        |  |
|  |            |                  | Corinthians | Corinthians | 0             |               |        |        |  |
|  | R1         | Fluminense       | Corinthians | Corinthians | 0             | 1 (1)         |        |        |  |
|  | R1         | Fluminense       |             |             |               |               |        |        |  |
|  | Q2         | Corinthians      | 1 (4)       |             |               |               |        |        |  |

### Semifinali
| Arbitro: | Rufino |

|                        |           |             |
| Batista 73’ Falcão 90’ | Marcatori | 30’ Vantuir |

| Arbitro: | Mendes |

|              |           |          |
| Pintinho 18’ | Marcatori | 29’ Ruço |

### Finale
| Arbitro: | Wright |

| |            | |
| Dadá Maravilha 29’ Valdomiro 57’ | Marcatori  | |
| · Manga P · Cláudio Duarte D · Figueroa D · Marinho Peres D · Vacaria D · Caçapava C · Batista C · Falcão C · Valdomiro A · Dadá Maravilha A · Lula A | Formazioni | · P Tobias · D Zé Maria · D Moisés · D Zé Eduardo · D Wladimir · C Givanildo Oliveira · C Ruço · C Neca · A Vaguinho · A Geraldão · A Romeu |
| Minelli | Allenatori | Duque |

### Verdetti
- Internacional campione del Brasile 1976.
- Internacional e Corinthians qualificati per la Coppa Libertadores 1977.

## Classifica marcatori
| Pos. | Giocatore        | Squadra          | Gol |
| ---- | ---------------- | ---------------- | --- |
| 1    | Dadá Maravilha   | Internacional    | 16  |
| 2    | Narciso Doval    | Fluminense       | 14  |
| 2    | Zico             | Flamengo         | 14  |
| 4    | Luisinho         | Flamengo         | 12  |
| 5    | Roberto Dinamite | Vasco da Gama    | 12  |
| 6    | André Catimba    | Guarani          | 11  |
| 7    | Bebeto           | Caxias           | 10  |
| 7    | Neca             | Corinthians      | 10  |
| 7    | Valdomiro        | Internacional    | 10  |
| 10   | Betinho          | Santa Cruz       | 9   |
| 10   | Nunes            | Santa Cruz       | 9   |
| 10   | Reinaldo         | Atlético Mineiro | 9   |
| 10   | Reinaldo         | Botafogo-PB      | 9   |